# Rally Valeo de 1991
El Rally Valeo de 1991, oficialmente 8.º Rally Valeo, fue la octava edición, la 41 de la temporada 1991 del Campeonato de Europa de Rally y la novena de la temporada 1991 del Campeonato de España de Rally. Se celebró del 26 de octubre al 27 de octubre.

## Clasificación final
| Pos. | Piloto          | Copiloto            | Automóvil                   | Tiempo  | Diferencia |
| ---- | --------------- | ------------------- | --------------------------- | ------- | ---------- |
| 1.   | José Mari Ponce | José Carlos Déniz   | BMW M3 E30                  | 1:51:13 | 0.0        |
| 2.   | Ramón Ferryros  | Raffaele Ynzenga    | Ford Sierra RS Cosworth     | 1:53:33 | +2:20      |
| 3.   | Luis Climent    | José Antonio Muñoz  | Opel Corsa A GSi            | 1:56:21 | +5:08      |
| 4.   | Daniel Alonso   | Salvador Belzunces  | Ford Sierra RS Cosworth     | 1:57:10 | +5:57      |
| 5.   | John Morton     | Allan Whittaker     | Lancia Delta Integrale 16V  | 1:59:22 | +8:09      |
| 6.   | Iñigo Lilly     | P. Echevarría       | Opel Corsa A GSi            | 1:59:27 | +8:14      |
| 7.   | Carlos          | Heriberto Rodríguez | Mercedes-Benz 190E 2.3 16V  | 1:59:50 | +8:37      |
| 8.   | Oriol Gómez     | Marc Martí          | Peugeot 309 GTI             | 2:00:44 | +9:31      |
| 9.   | Stuart Coupe    | Alan Causey         | Ford Sierra RS Cosworth 4x4 | 2:01:26 | +10:13     |
| 10.  | Arturo Rial     | José Mario Pazos    | Citroën AX Sport            | 2:02:21 | +11:08     |